# Uchikoshi Taiki
Uchikoshi Taiki (sinh ngày 22 tháng 5 năm 1996) là một cầu thủ bóng đá người Nhật Bản.

## Sự nghiệp câu lạc bộ
Uchikoshi Taiki hiện đang chơi cho Giravanz Kitakyushu.